# Kirchfidisch

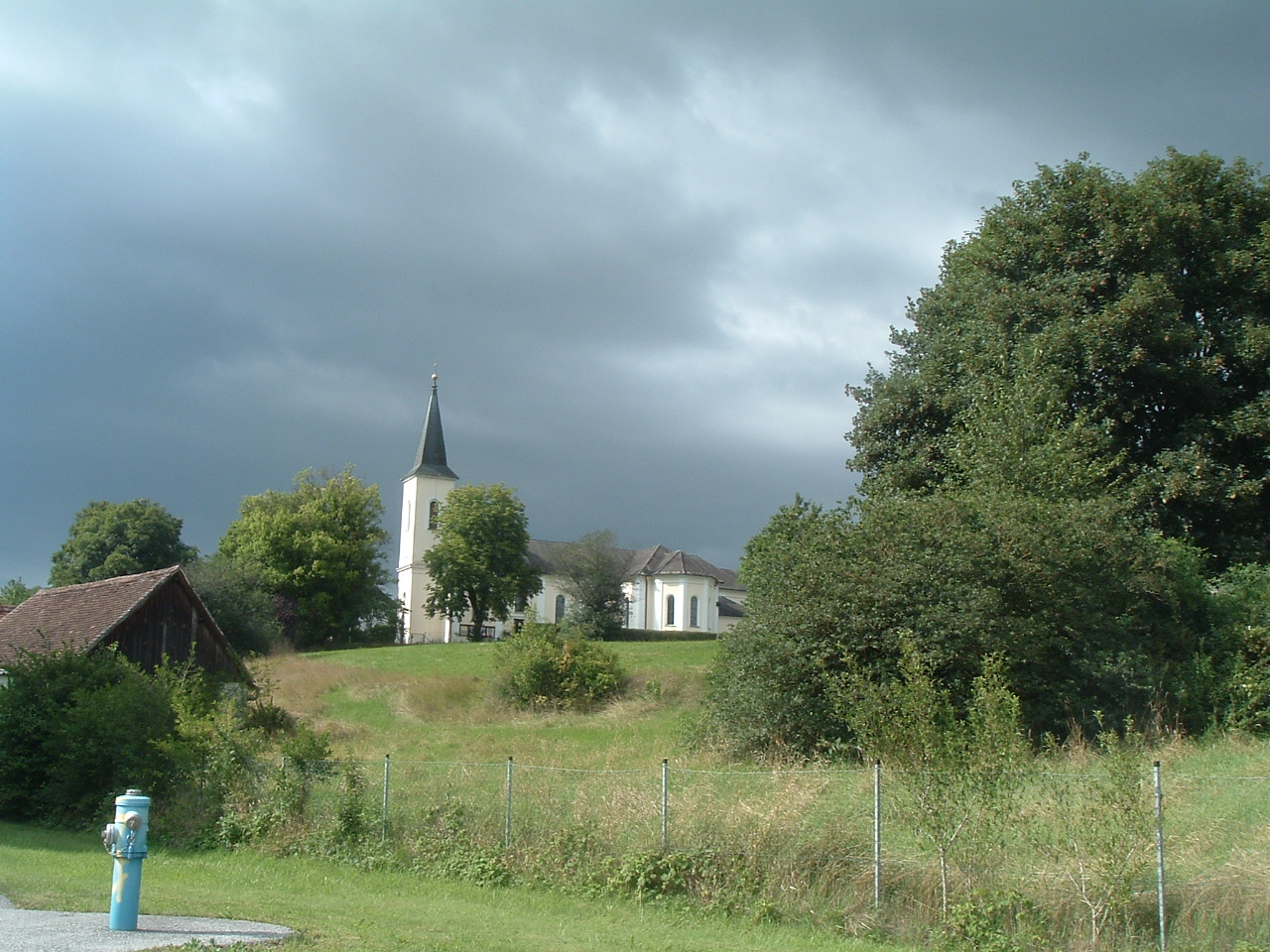
Die Pfarrkirche Kirchfidisch leicht erhöht inmitten der Ortschaft

Kirchfidisch (ungarisch Egyházasfüzes, Füzes; kroatisch Dolnji Fideš) ist ein Ortsteil und eine Katastralgemeinde der Gemeinde Kohfidisch im Bezirk Oberwart im Burgenland in Österreich.

## Etymologie
Der Name des Ortes leitet sich von seinem ungarischen Egyházasfüzes ab, was übersetzt so viel bedeutet wie Weidenkirchen. Statt einer sinngemäßen Übersetzung wurde der Namensteil -füzes als -fidisch ins Deutsche übernommen.

## Geografie
Der Ort liegt etwa 18 km südöstlich des Bezirksvorortes Oberwart und ca. 7 km von der ungarischen Grenze entfernt, auf einer Anhöhe südlich des Pinkatals.

## Geschichte
Die ersten urkundlichen Erwähnungen der Ortschaft findet sich in einer ungarischen Chronik aus dem Jahre 1221 unter dem Namen Fuzes, in einer weiteren Chronik aus dem Jahre 1297 als Fyuzes, und 1496 schließlich als Eghazasfyzes.
Kirchfidisch gehörte im 14. und 15. Jahrhundert zur Herrschaft Rotenturm an der Pinka, die zuerst im Besitz eines böhmischen Adelsgeschlechts namens Hinko stand, 1424 jedoch an die deutschen Ellersbacher verpfändet wurde und 1499 schließlich an die Familie Erdődy gelangte. Im Zuge des Ersten Österreichischen Türkenkriegs wurde das Dorf 1529 und 1532 komplett verwüstet und anschließend anstelle der ursprünglich ungarischsprachigen Bevölkerung von Deutschsprachigen neu gegründet.
Die Ortschaft gehörte wie das gesamte Burgenland bis 1920/21 zu Ungarn (Deutsch-Westungarn). Seit 1898 musste aufgrund der Magyarisierungspolitik der Regierung in Budapest der ungarische Ortsname Egyházasfüzes verwendet werden. Nach Ende des Ersten Weltkrieges wurde nach zähen Verhandlungen Deutsch-Westungarn in den Verträgen von St. Germain und Trianon 1919 Österreich zugesprochen. Der Ort gehört seit 1921 zum neu gegründeten Bundesland Burgenland (siehe auch Geschichte des Burgenlandes).
Im Zuge der Umsetzung des Gemeindestrukturverbesserungsgesetzes wurden 1971 die Gemeinden Kohfidisch, Kirchfidisch, Badersdorf und Harmisch zur Großgemeinde Kohfidisch zusammengelegt, wobei Badersdorf seit 1993 wieder eigenständig ist.

## Kultur und Sehenswürdigkeiten
- Römisch-Katholische Pfarrkirche Kirchfidisch hll. Petrus und Paulus: barocker Sakralbau mit neugotischer Einrichtung, um 1740 errichtet, 1868 erweitert[2]